# Jerry Lewis
Jerry Lewis, nome artístico de Joseph Levitch (Newark, 16 de março de 1926 — Las Vegas, 20 de agosto de 2017), foi um comediante, roteirista, produtor, diretor e cantor norte-americano.
Tornou-se famoso por suas comédias estilo pastelão feita nos palcos, filmes, programas de rádio, de televisão e em suas músicas. Ficou conhecido por seu programa beneficente anual, o Jerry Lewis MDA Telethon, com o objetivo de ajudar crianças com distrofia muscular. Lewis ganhou vários prêmios honorários, incluindo os do American Comedy Awards, The Golden Camera, Los Angeles Film Critics Association e do Festival de Venice, além de ter duas estrelas na Calçada da Fama. Em 2005, recebeu o Governors Award da Academia de Artes e Ciências Televisivas.
Também é conhecido por criar o Teleton primeiramente nos Estados Unidos 
Em fevereiro de 2009 foi agraciado pela Academia de Artes e Ciências Cinematográficas com o Jean Hersholt Humanitarian Award, considerado o "Oscar Humanitário". Lewis também foi creditado como inventor do vídeo assist system, que possibilita maior visibilidade como ator e diretor ao mesmo tempo, durante a gravação de um filme (algumas pessoas contestam isso). Lewis também fez parceria com o cantor e ator Dean Martin, em 1946, formando a dupla Martin e Lewis. Fizeram sucesso em casas de shows e em filmes para a Paramount. Os dois se separaram dez anos depois.

## Biografia
Joseph Levitch nasceu em Newark, Nova Jersey, numa família de judeus russos. Seu pai, Daniel Levitch, era mestre de Cerimônias e ator de vaudeville, usava o nome Danny Lewis como nome artístico. Sua mãe, Rachel "Rae" Brodsky, era pianista de uma rádio.
Lewis começou a atuar aos cinco anos, e aos quinze tinha descoberto o seu talento, em que consistia em dublar canções em um fonógrafo. Primeiramente, ele iria usar como nome artístico o nome "Joey Lewis", mas depois acabou mudando para "Jerry Lewis" para evitar confusões com outro comediante, Joe E. Lewis, e com o do campeão de boxe, Joe Louis. Ele se formou na Irvington High School, em Irvington, Nova Jersey.

## Carreira

### Parceria com Dean Martin

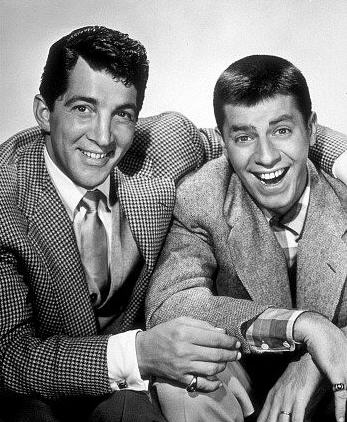
Dean Martin & Jerry Lewis

Carmen Miranda em "Morrendo de Medo", de Jerry Lewis (1953).

Lewis inicialmente ganhou fama com o cantor Dean Martin, em que este fazia o correto e o outro fazia o palhaço, formando a dupla Martin e Lewis. Os dois se distinguiam em relação a outras duplas dos anos 1940, por se interagirem um com o outro durante as apresentações, ao invés de seguirem um roteiro. No final da década de 1940, eles já eram conhecidos nacionalmente, primeiro por suas apresentações em casa de shows, segundo por terem seu próprio programa de rádio, depois por fazerem aparições na televisão (principalmente no programa The Colgate Comedy Hour) e por último, por protagonizarem filmes pela Paramount Pictures.
A partir dos anos 1950, os papéis de Dean Martin começaram a ser passados para trás, fazendo com que a relação da dupla começasse a esfriar. A desconsideração de Martin pelo trabalho veio a tona em 1954, quando a revista Look Magazine publicou como capa de sua revista a foto da dupla mas, com a parte de Martin rasgada. A dupla se desintegrou em 25 de julho de 1956. Com a popularidade da dupla, a DC Comics publicou os gibis The Adventures of Dean Martin and Jerry Lewis, entre 1952 e 1957. Os gibis continuaram a ser publicados um ano após a separação da dupla e depois disso, a DC Comics continuou a faturar com os gibis The Adventures of Jerry Lewis, tendo somente Jerry Lewis como personagem principal. Ao decorrer dessa última série, Lewis às vezes se encontrava com Superman, Batman e com outros heróis e vilões da DC Comics. Essa experiência inspirou a Filmation a produzir, em 1970, uma série de desenhos animados (Will the Real Jerry Lewis Please Sit Down?) com Jerry Lewis como o único personagem inspirado na realidade ao lado de outros personagens fictícios.
Dean Martin e Jerry Lewis continuaram a fazer sucesso em suas respectivas carreiras solo, mas ao passar dos anos, nenhum deles comentava sobre os motivos da desintegração da dupla ou que queriam uma reunião. A última vez que os dois seriam vistos juntos em público foi em 1976, no programa beneficente de Lewis, o Jerry Lewis MDA Telethon. A reunião foi feita de surpresa, planejada por Frank Sinatra. No livro de Lewis, Dean & Me: A Love Story, publicado em 2005, onde Lewis conta a sua amizade com Martin. A dupla finalmente se reconciliou, em 1987, após a morte do filho de Martin, Dean Paul Martin e se reuniram novamente em Las Vegas, quando Sinatra fez uma surpresa para Jerry em seu aniversário, apresentando na ocasião uma participação de Dean Martin. Martin morreu em 1995.

### Carreira solo
Depois da separação da dupla, Lewis continuou na Paramount e se tornou um astro de primeira grandeza com o seu primeiro filme solo, The Delicate Delinquent, de 1957. Também manteve uma parceria com o diretor Frank Tashlin, que trabalhava com a série de desenhos Looney Tunes da Warner. Lewis partiu para um novo tipo de comédia nos filmes de Tashlin. Os dois fizeram mais cinco filmes juntos, incluindo uma participação especial de Lewis em Li'l Abner de 1959. Lewis quis mostrar que também sabia cantar, lançando o álbum Just Sings em 1957. No álbum incluia os hits "Rock-a-Bye Your Baby with a Dixie Melody" (canção associada com Al Jonson e mais tarde re-popularizada por Judy Garland) e "It All Depends on You".
Os filmes The Delicate Delinquent, Rock-a-Bye Baby e The Geisha Boy, produzidos por Hal B. Wallis, não agradou a Lewis em relação a comédia, pois não fazia o seu tipo. Em 1960, Lewis terminou seu contrato com Wallis com o filme Visit to a Small Planet, e partiu para a produção com o filme Cinderfella. Cinderfella foi lançado no Natal de 1960, a pedido do próprio Lewis, e a Paramount, querendo um filme para o mês de julho de qualquer jeito, mandou Lewis fazer mais um filme. Foi aí que Lewis estreou na direção com The Bellboy. Esse filme teve o Fontainebleu Hotel de Miami como cenário, pouco orçamento, curto ou quase nenhum roteiro e gravação feita às pressas, com Lewis trabalhando com o filme de dia e fazendo suas apresentações por lá mesmo à noite. Bill Richmond o ajudou com o roteiro e durante as filmagens, Lewis usou a técnica em usar câmeras e circuitos monitores, o que ajudava em poder rever a suas cenas após de terem sido gravadas.
Mais tarde, incorporando o videotape e com o equipamento ficando mais portátil e disponível, essa técnica passou a ser chamada de vídeo assist. Após The Bellboy, Lewis passou a dirigir outros filmes com Bill Richmond o ajudando no roteiro, como The Ladies Man e The Errand Boy de 1961, The Patsy de 1964 e o conhecido The Nutty Professor de 1963, o qual ganhou uma refilmagem protagonizada por Eddie Murphy em 1996 e sua sequência em 2000 chamada, Nutty Professor II: The Klumps, ambas produzidas por Lewis para a Universal Pictures e Image Entertainment. Tashlin revezava o cargo de direção com Lewis, dirigindo os filmes It's Only Money de 1962 e Who's Minding the Store? de 1963. Em 1965, Lewis dirigiu e escreveu (com ajuda de Bill Richmond) o filme The Family Jewels, que era sobre uma órfã rica que tinha herdado uma fortuna de seu pai falecido e tinha que escolher entre seus seis tios para ser seu novo pai. Mesmo tendo gostado de todos os tios, tinha um carinho muito grande por seu chofer, Willard. Os seis tios e o chofer foram todos interpretados por Lewis.

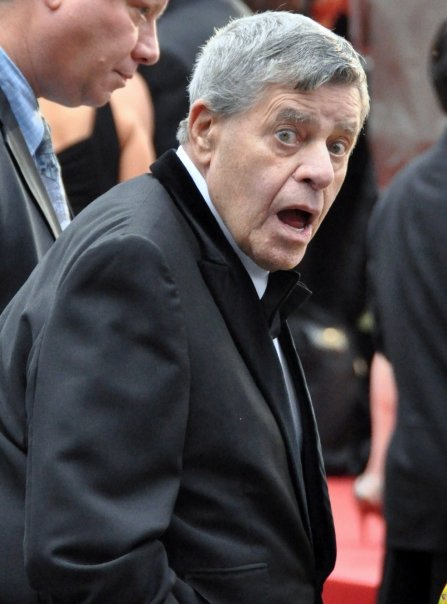
Lewis no Festival de Cannes, em 2009.

Em 1966, Lewis, com 40 anos, viu sua carreira declinar aos poucos com seus filmes de pouca bilheteria. Com isso, encerrou seu contrato com a Paramount e assinou com a Columbia Pictures. Foi professor de direção na University of Southern California, em Los Angeles, por muitos anos, tendo alunos como Steven Spielberg e George Lucas. Em 1968, ao assistir Amblin', de Spielberg, disse: "Assim é como se produz filmes". Lewis estrelou e dirigiu The Day the Clown Cried, um drama sobre um campo de concentração Nazista, em 1972, que não chegou a ser lançado. Lewis raramente comentava sobre a experiência de fazer esse filme, mas só uma vez disse o porquê de ter desistido dele, que seria razões financeiras na pós-produção. Mas no livro Dean & Me, contou que o real motivo foi o fato de não ter ficado satisfeito com o resultado. 
Lewis também fez peças musicais. Em 1976, apareceu no revival de Hellzapoppin' com Lynn Redgrave, mas não chegou a ser apresentado na Broadway. Em 1994, fez sua estreia como substituto, no papel do Diabo, no revival do musical de baseball Damn Yankees, com coreografia feita pelo diretor (na época futuro) Rob Marshall, do filme Chicago.
Retornou aos cinemas em 1981, com o filme Hardly Working, em que estrelou e dirigiu. Mesmo tendo sido um fracasso de crítica, arrecadou 50 milhões de dólares nas bilheterias. Após Hardly Working, ele partiu para fazer o filme The King of Comedy, dirigido por Martin Scorsese. Ele interpretou um apresentador de TV que é seguido e sequestrado por dois fãs obsessivos (interpretados por Robert DeNiro e Sandra Bernhard). O personagem foi baseado e oferecido a Johnny Carson, mas acabou ficado com Lewis. Ele continuou a fazer filmes na década de 1990, com participações em Arizona Dream, de 1994, e Funny Bones, de 1995. Apareceu em um episódio de Mad About You, em 1992, interpretando um excêntrico bilionário. Em 2008, Lewis reprisou o personagem Prof. Kelp, em The Nutty Professor, em seu primeiro filme de animação CGI. Trata-se de uma sequência da produção de 1963, e tem também no elenco o ator e cantor Drake Bell, como Harold, o sobrinho de Julius.
Na televisão, Lewis teve três programas chamados The Jerry Lewis Show. O primeiro foi em 1957 na NBC, o segundo foi em 1963 na ABC que tinha sido um fracasso de audiência e cancelado 13 semanas depois, e o terceiro em 1967 na NBC novamente. Em 1984, teve o seu próprio talk show, que durou somente cinco semanas. Lewis e seus personagens populares foram transformados em desenho em Will the Real Jerry Lewis Please Sit Down?. O desenho da Filmation foi transmitido pelo canal ABC em 1970, com 18 episódios. A série estrelou David Lander (Laverne & Shirley) fazendo a voz de Lewis.
Lewis ganhou grande popularidade na Europa e era constantemente aclamado por alguns críticos franceses da revista Cahiers du Cinéma, por sua comédia escrachada, em parte também por ter tomado controle da maioria de seus filmes, comparável a Howard Hawks e Alfred Hitchcock. Em março de 2006, o Ministério da Cultura da França premiou Lewis com a Légion d'Honneur, o nomeando-o como "O palhaço favorito dos Franceses".
Em 1994, o filme North, tinha faturado várias cenas dos filmes antigos de Lewis. Em junho de 2006, Lewis anunciou que tinha planos para fazer uma adaptação musical de The Nutty Professor. Em Outubro de 2008, em uma entrevista para a rádio Melbourne, Lewis disse que contratou os compositores Marvin Hamlisch e Hupert Holmes para escreverem a peça para estreia na Broadway em Novembro de 2010. Em 2009, Lewis foi ao Festival de Cannes para anunciar o seu retorno como protagonista após 13 anos com o filme Max Rose, seu primeiro como protagonista desde The King of Comedy.
Em 2013, teve uma participação no filme brasileiro Até que a Sorte nos Separe 2, com Leandro Hassum e Camila Morgado, onde Jerry Lewis fazia o papel de camareiro.

## Filme biográfico de Martin e Lewis
Lewis foi interpretado pelo ator vencedor do Emmy Award, Sean Hayes (Will & Grace), no filme feito para televisão, Martin and Lewis, em 2002. O filme contava a história da dupla, desde quando Lewis conheceu Dean Martin (interpretado por Jeremy Northam) até a separação em 1956. Hayes conheceu Lewis durante as filmagens, e sua atuação foi indicada ao Prémios Screen Actors Guild.

## Vida pessoal

### Família
Lewis casou duas vezes:
- Primeira esposa: Patti Palmer (nome artístico de Esther Calonico).[20] Palmer foi cantora e tinha trabalhado com Ted Fio Rito,[21] e depois com Lewis quando os dois tinham se conhecido. Lewis só foi trabalhar solo e depois com Dean Martin, quando Palmer ficou grávida do primeiro filho. O casal casou-se no dia 3 de outubro de 1944 e separou-se em setembro de 1980.[22]
- Segunda esposa: SanDee Pitnick. Casaram-se no dia 13 de fevereiro de 1983. Lewis na época tinha 56 anos. Os dois casaram-se em Key Biscayne, na Flórida. À época, SanDee tinha 32 anos e era dançarina.[23]

Lewis teve seis filhos no primeiro casamento, e uma filha no segundo:
- Gary Harold Lee Levitch (31 de julho de 1945).[24] O nome de Gary foi legalmente mudado para Gary Lewis. Gary entrou no mundo musical na década de 1960, como vocalista da banda Gary Lewis & the Playboys[25]
- Ronald Lewis (adotado em julho de 1950)
- Scott Lewis (fevereiro de 1956)
- Christopher Joseph Lewis (outubro de 1957)
- Anthony Lewis (outubro de 1959)
- Joseph Lewis (janeiro de 1964 – 24 de outubro de 2009). Morreu de overdose de drogas aos 45 anos[26]
- Danielle Sarah Lewis (adotada em março de 1992)[27]

Lewis também teve uma filha, fruto do caso que teve com a modelo Lynn Dixon. Por diversos e muito sérios motivos, Lewis não pode assumir a paternidade. A menina, batizada de Suzan, tornou-se conhecida na fase adulta como Suzan Lewis, por ter se apresentado em alguns programas de TV reclamando a paternidade e mostrando uma grande semelhança física com Lewis. Na ocasião foi realizado um teste de DNA em Suzan e Gary, primeiro filho de Lewis, que acusou 88,7% de chance de Lewis ser o pai de Suzan. Mas ele nunca se manifestou a respeito. Atualmente, Suzan é uma moradora de rua, mas continua exibindo uma foto que acusa sua semelhança com Lewis. Isso foi noticiado em inglês pelo periódico Dailymail e também pelo Philadelphia Weekly A notícia foi traduzida, comentada e publicada em português.
Lewis viveu seus últimos anos em Las Vegas, Nevada. Na eleição presidencial nos Estados Unidos em 2016, manifestou apoio ao candidato eleito Donald Trump.

### Problemas de saúde
Lewis sofreu por anos de dores nas costas, decorrentes de uma queda que quase o deixou paralisado durante uma apresentação no Sands Hotel, em Las Vegas em 1965. Acabou se viciando em Percodan, para aliviar a dor, mas dizia que desde 1978 estava longe dos remédios. Em abril de 2002, Lewis passou por uma cirurgia para implantar um neuroestimulador (Medtronic) para reduzir o desconforto e as dores crônicas que sentia. Lewis tornou-se um dos porta-vozes da Medtronic.
Em dezembro de 1982, Lewis tinha sofrido um sério ataque cardíaco e um menos grave anos depois, em 2006, enquanto voava de Nova York para Califórnia. Nesta época foi descoberto que Lewis tinha desenvolvido um quadro de pneumonia, e também foi constatado que tinha um coração frágil. Ele passou por um cateterismo cardíaco, e dois stents foram colocados em uma de suas artérias, a qual estava 90% bloqueada. A cirurgia foi um sucesso e fez com que o coração voltasse a bombear sangue regularmente. Contudo, isso repercutiu em problemas posteriores. O cateterismo fez com que Lewis cancelasse vários compromissos, mas a sua recuperação foi ótima.
Em 1999, sua tour na Austrália foi cancelada quando Lewis foi hospitalizado em Darwin com meningite viral. Ficou doente por mais de cinco meses. A imprensa australiana, na época, afirmara que Lewis tinha se recusado a pagar seu tratamento, mas Lewis afirmou que a confusão com o pagamento foi culpa do seu plano de saúde. Todo esse problema fez com que Lewis processasse a sua seguradora.
Lewis combateu um câncer de próstata, diabetes, e fibrose pulmonar, e teve dois ataques cardíacos. O tratamento com Prednisona contra a fibrose pulmonar fez com que Lewis ganhasse peso, mudando totalmente a sua aparência. Em setembro de 2001, Lewis ficou sem condições de aparecer em um evento beneficente produzido pelo comediante Steve Alan Green no London Palladium. Alguns meses depois, Lewis se submeteu a uma longa reabilitação, que o impediu de voltar a trabalhar.
Em 12 de junho de 2012, ele foi tratado no hospital após um episódio de hipoglicemia no evento de Nova York Frades' Club. Este episódio de saúde fragilizada obrigou-o a cancelar um espetáculo em Sydney, Austrália.

## Morte
Jerry Lewis morreu na manhã do dia 20 de agosto de 2017 em sua casa em Las Vegas, aos 91 anos, devido a uma doença cardíaca em estágio terminal. 
Ele excluiu de seu testamento os seis filhos do primeiro casamento, escrevendo "Excluí intencionalmente Gary Lewis, Ronald Lewis, Anthony Joseph Lewis, Christopher Joseph Lewis, Scott Anthony Lewis e Joseph Christopher Lewis e os seus descendentes como beneficiários do meu testamento, sendo a minha intenção que eles não recebam nenhum benefício". 
Os beneficiários da sua fortuna, avaliada em 50 milhões de dólares, são SanDee Pitnick, com quem se casou em 1983, e a filha adotiva, Danielle.  Porém há a possibilidade de o testamento ter sido falsificado. As investigações são sigilosas e as notícias foram abafadas pela Imprensa, mas o informativo Radar Online noticiou em inglês não só este fato, mas a consequência que envolve ação de despejo da ex-esposa de Lewis  com exclusividade. A mesma notícia resumida foi publicada em português.

## Prêmios e indicações

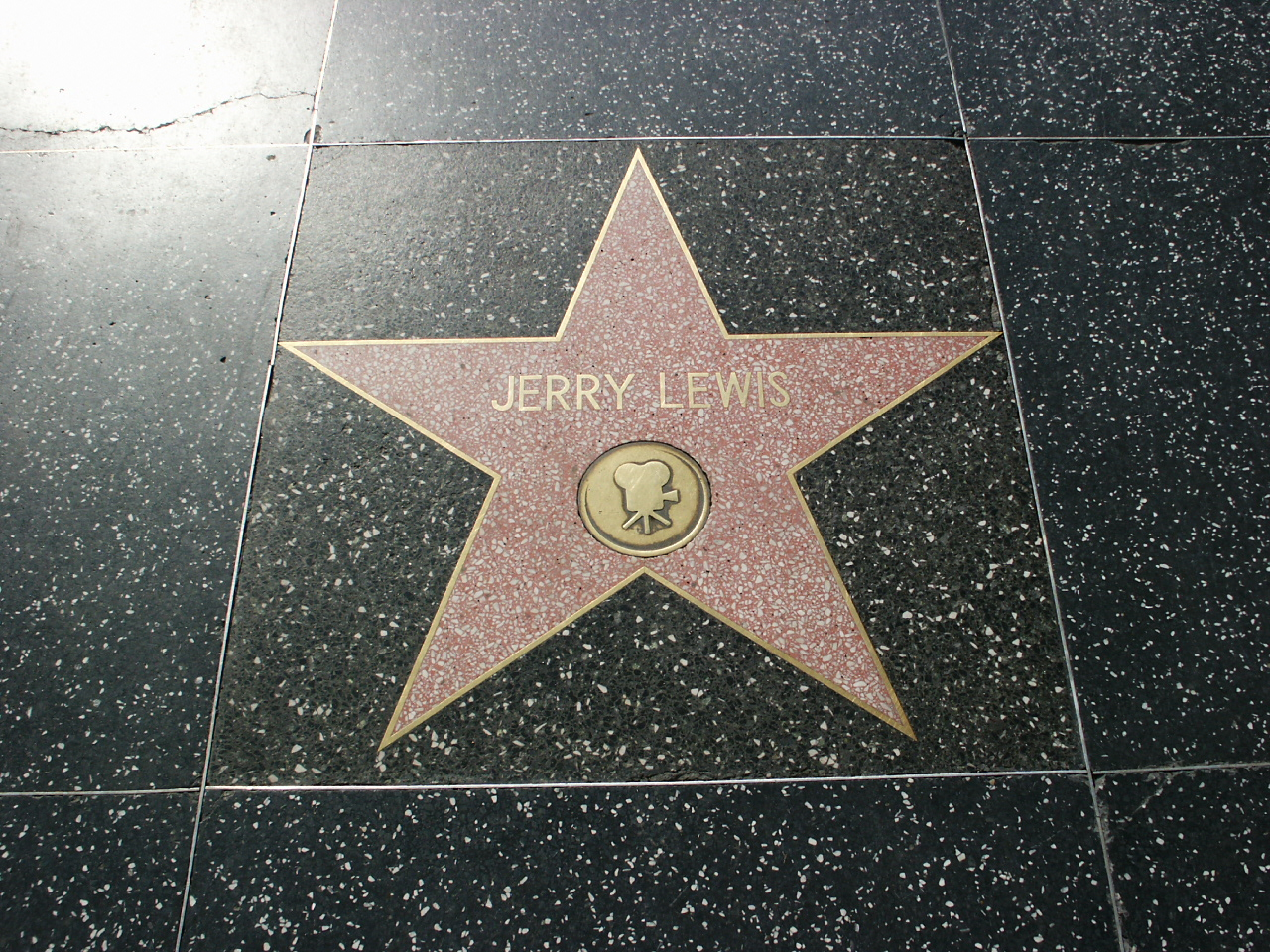
Estrela de Lewis na Calçada da Fama.

### Anos 1950
- 1952 – Ganhador do Photoplay Special Award do Photoplay Award (dividido com Dean Martin).[43]
- 1952 – Indicado ao Emmy Award na categoria "Melhor Comediante Masculino ou Feminino" (dividido com Dean Martin).[43]
- 1954 – Ganhador do Golden Apple Award na categoria "Melhor Ator Cooperativo" (dividido com Dean Martin).[43]
- 1958 – Indicado ao Golden Laurel Award na categoria "Melhor Artista Masculino".[43]
- 1959 – Indicado ao Golden Laurel Award na categoria "Melhor Artista Masculino".[43]

### Anos 1960
- 1960 – Indicado ao Golden Laurel Award na categoria "Melhor Artista Masculino".[43]
- 1961 – Indicado ao Golden Laurel Award na categoria "Melhor Artista Masculino" e "Melhor Atuação Cômica", pelo filme Cinderfella.[43]
- 1962 – Indicado ao Golden Laurel Award na categoria "Melhor Artista Masculino".[43]
- 1963 – Indicado ao Golden Laurel Award na categoria "Melhor Artista Masculino".[43]
- 1964 – Indicado ao Golden Laurel Award na categoria "Melhor Artista Masculino".[43]
- 1965 – Ganhador do Golden Laurel Special Award do Golden Laurel Award.[43]
- 1966 – Indicado ao Golden Globe Award na categoria "Melhor Ator – Filme de Comédia ou Musical", pelo filme Boeing Boeing.[43]
- 1966 – Indicado ao Golden Laurel Award na categoria "Melhor Atuação Cômica", pelo filme Boeing Boeing.[43]
- 1966 – Indicado ao Fotograma de Plata na categoria "Melhor Ator Estrangeiro".[43]

### Anos 1970
- 1977 – Indicado ao Nobel da Paz pelo Representante Americano Les Aspin (Aspin notou durante 11 anos que o Jerry Lewis MDA Telethon tinha arrecadado mais de 95 milhões de dólares em prol da distrofia muscular).[44]

### Anos 1980
- 1983 – Indicado ao BAFTA Award na categoria "Melhor Ator (coadjuvante/secundário)", pelo filme The King of Comedy.[45]
- 1985 – Indicado ao Razzie Award na categoria "Pior Ator", pelo filme Slapstick of Another Kind.

### Anos 1990
- 1998 – Ganhador do Lifetime Achievement Award in Comedy do American Comedy Award.[45]
- 1999 – Ganhador do Career Golden Lion Award no Festival de Venice.

### Anos 2000
- 2004 – Ganhador do Career Achievement Award do Los Angeles Film Critics Association.[45]
- 2005 – Ganhador do Governors Award do Emmy Award.[45]
- 2005 – Ganhador do Lifetime Achievement Award do Las Vegas Film Critics Society Award.
- 2005 – Ganhador do Golden Camera for Lifetime Achievement Award do Golden Camera Award.
- 2005 – Ganhador do Nicola Tesla Award do Satellite Award.
- 2006 – Ganhador do Satellite Award na categoria "Melhor Artista Convidado" pela série Law & Order: Special Victims Unit.[45]
- 2009 – Ganhador da estrela da Calçada da Fama de Nova Jersey.
- 2009 – Ganhador do Jean Hersholt Humanitarian Award no 81º Academy Award.[46]